# Escalade aux Jeux olympiques
Navigation
L'escalade est au programme des Jeux olympiques d'été de 2020 en tant que sport additionnel. Il intègre la liste des sports officiels lors de la 136e session en février 2022 pour les jeux 2028 de Los Angeles.

## Historique
L'escalade, initialement réglementée par l'Union internationale des associations d'alpinisme (UIAA), est présente au programme des Jeux mondiaux depuis l'édition de 2005 à Duisbourg. Issue de l'UIAA, la Fédération internationale d'escalade (IFSC) est fondée en 2007 et obtient la reconnaissance par le Comité international olympique la même année.
Dans le rapport de 2013 de la commission du programme olympique, huit nouveaux sports sont examinés en vue de les inclure au programme des Jeux de 2020 et 2024 : la lutte, sport traditionnel des Jeux olympiques, ainsi que le baseball et softball, l'escalade, le karaté, le roller, le squash, le wakeboard, et le wushu. Mais la lutte est seule confirmée au programme des Jeux, lors de la 125e session du CIO.
Lors des Jeux olympiques de la jeunesse d'été de 2014, l'escalade prend part à une initiative nommée labo des sports dans le but est de présenter ce sport au travers d'ateliers de découverte pour le public et d'exhibitions de quelques-uns des meilleurs jeunes spécialistes. À cet effet, Nankin est doté d'un mur spécialement conçu pour permettre l'exhibition des trois disciplines. Pendant toute la période des JOJ, 16 athlètes de haut niveau, chinois et étrangers, ont présenté chaque jour leurs disciplines aux jeunes participants et aux communautés présentes.
En décembre 2014, l'agenda olympique 2020 invite le comité d'organisation des Jeux de Tokyo à proposer l’addition de nouveaux évènements. Un an plus tard, cette liste est soumise et comprend le baseball et softball, l'escalade, le karaté, le skateboard, et le surf,. Ces cinq sports additionnels sont approuvés en juin 2016 par le comité exécutif du CIO, puis ajoutés au programme des Jeux olympiques d'été de 2020 sur décision de la 129e session du Comité international olympique, le 3 août 2016 à Rio de Janeiro. 
Cet ajout reflète l'intention d'aller à la rencontre de la jeunesse et de se conformer la tendance actuelle à l’urbanisation du sport. Il ne concerne que les Jeux de 2020, et ne contraint pas les futures villes hôtes à faire de même.
L'IFSC élabore le processus de sélection des vingt grimpeurs et des vingt grimpeuses qui est présenté en mars 2017, lors de son assemblée générale à Québec, au Canada.
L'escalade est à nouveau un sport additionnel intégré au programme des Jeux olympiques d'été de 2024.

## Épreuves

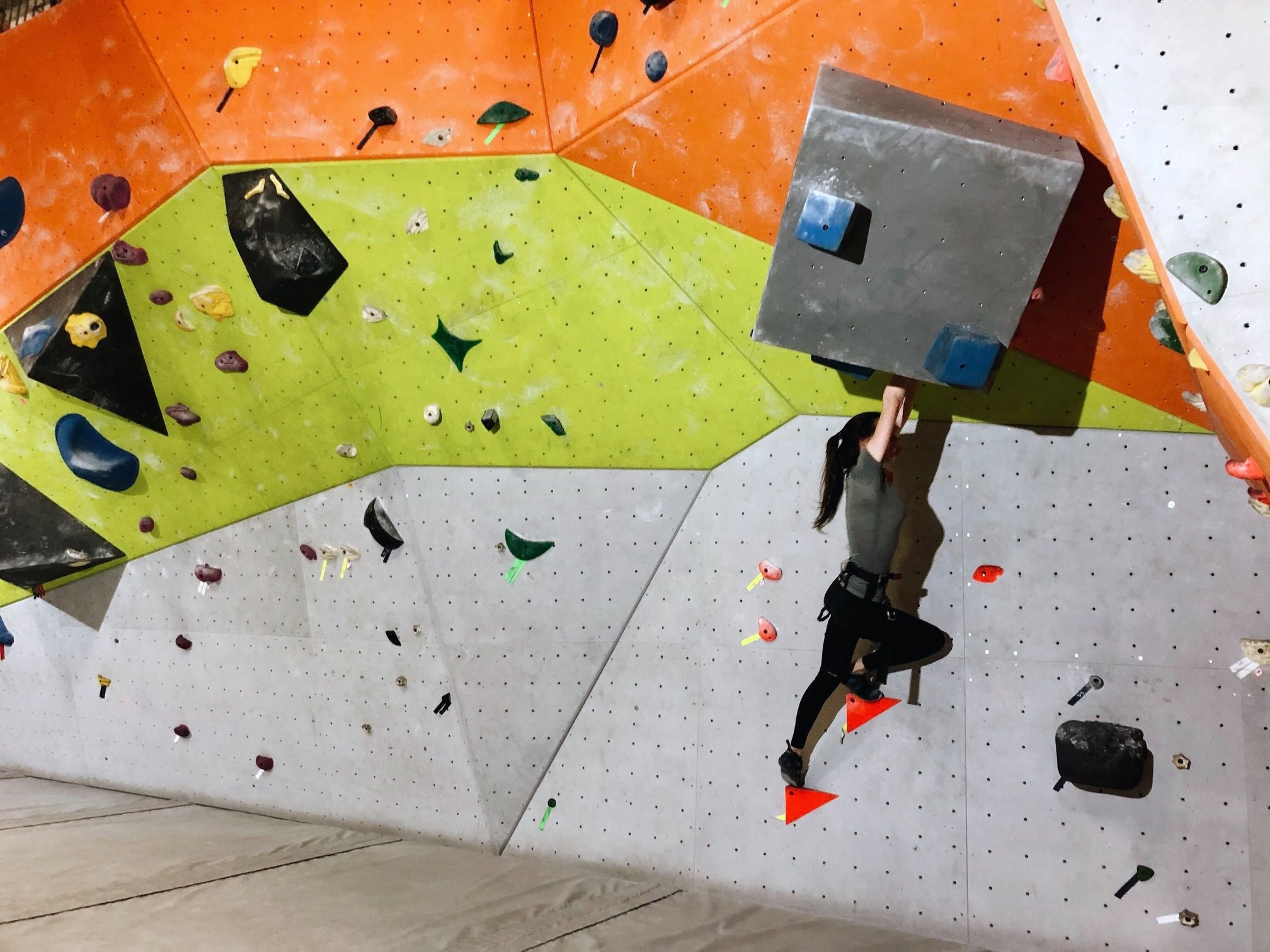
Bloc - "bouldering"

Des épreuves de vitesse, de difficulté et de bloc sont prévues pour être disputées par 40 sportifs (20 hommes et 20 femmes), durant quatre jours, pour donner lieu à un classement combiné de ces trois disciplines. L'ajout de l'escalade sportive au J.O. soulève l'inquiétude de certains chercheurs pour la santé et la performance des athlètes lors de ces épreuves sollicitant différentes formes de performance physique. Tel que le mentionnent Lutter, El-Sheikh, Schöffl, & Schöffl dans le British Journal of Sports Medecine, « jusqu'à maintenant, ces trois formes d'escalade étaient dominées par des grimpeurs spécialistes, chaque discipline exigeant des compétences totalement différentes. L'adaptation des meilleurs grimpeurs actuels pour devenir compétitifs dans les trois disciplines d'escalade sera un défi.  Il reste à voir comment les différentes fédérations nationales d'escalade modifieront leurs programmes d'entrainement des athlètes afin de produire des médaillés d'or olympiques potentiels »
.
La réforme de ce classement combiné, et du format de ses épreuves, apparaît comme le chantier majeur de la fédération internationale, alors qu'en 2016, la reconnaissance du milieu pour ce classement reste anecdotique comparée par exemple à l'épreuve historique qu'est la difficulté, où excellent les stars de ce sport,.

### Épreuve de Vitesse
L’épreuve de vitesse s’effectue sur un mur standardisé de 15 mètres et les athlètes sont assurés par des assureurs automatiques. Ils s’affrontent deux à la fois sur des murs côte à côte et tentent de terminer leur voie le plus rapidement possible sans tomber, car une chute entraine la fin de leur essai. L’épreuve de vitesse est une épreuve de puissance, car elle exige du grimpeur qu’il se propulse de prise en prise le plus rapidement possible,,,.

### Épreuve de bloc
L’épreuve de bloc consiste à grimper des parois de 4 mètres sans corde. Dans cette épreuve, les athlètes doivent compléter des voies ou « boulders » qui sont courtes mais complexes en atteignant la dernière prise de cette dernière avec leurs deux mains. Les voies présentent le niveau de complexité le plus élevé de toutes les épreuves. Tout comme l’épreuve de difficulté, l’épreuve de bloc teste autant les capacités physiques que de planification des athlètes, mais requiert moins d’endurance, car la voie est beaucoup plus courte. Le but est de réussir la totalité des voies avec le moins d’essais,,,.

### Épreuve de difficulté
Lors de l’épreuve de difficulté, les athlètes ont plusieurs objectifs. D’abord, ils doivent terminer une voie d’un niveau de complexité très élevé sans tomber, car une chute résulte en la fin de leur essai. Ensuite, bien qu’ils aient un temps maximum de 6 minutes pour compléter la voie, ils doivent la terminer en moins de temps possible. Le mur pour cette épreuve fait au minimum 12 mètres de haut, mais la voie doit mesurer au minimum 15 mètres de long et avoir une largeur maximale de 3 mètres en tout temps. Les participants sont jugés sur la hauteur atteinte et le temps qu’ils ont pris pour ce faire. L’épreuve de difficulté est terminée lorsque l’athlète tombe ou lorsque la limite de temps est écoulée ou encore lorsque le grimpeur parvient au sommet de la voie en atteignant la dernière dégaine du système d’assurage. L’épreuve du mur d’escalade est une épreuve d’endurance par sa longueur ainsi que technique par sa complexité,,,.

## Tableau des médailles
Le tableau ci-dessous présente le bilan, par nations, des médailles obtenues en escalade sportive lors des Jeux olympiques d'été depuis 2020. Le rang est obtenu par le décompte des médailles d'or, puis en cas d'ex æquo, des médailles d'argent, puis de bronze.
Après les Jeux de Paris en 2024, la Slovénie domine le tableau des médailles grâce aux deux médailles d'or consécutives remportées par Janja Garnbret. Quatre autres nations ont décrochés un titre depuis l'apparition de l'escalade au programme olympique, il s'agit de la Pologne, de l'Espagne, de la Grande-Bretagne et de l'Indonésie.
| Rang  | Nation          | Or | Argent | Bronze | Total |
| ----- | --------------- | -- | ------ | ------ | ----- |
| 1     | Slovénie        | 2  | 0      | 0      | 2     |
| 2     | Pologne         | 1  | 0      | 1      | 2     |
| 3     | Espagne         | 1  | 0      | 0      | 1     |
| 3     | Grande-Bretagne | 1  | 0      | 0      | 1     |
| 3     | Indonésie       | 1  | 0      | 0      | 1     |
| 6     | États-Unis      | 0  | 2      | 1      | 3     |
| 6     | Japon           | 0  | 2      | 1      | 3     |
| 8     | Chine           | 0  | 2      | 0      | 2     |
| 9     | Autriche        | 0  | 0      | 3      | 3     |
| Total | Total           | 6  | 6      | 6      | 18    |